# Jon Bell
Jonathan „Jon” Bell (ur. 26 sierpnia 1997 w Rockville) – jamajski piłkarz z obywatelstwem amerykańskim występujący na pozycji środkowego obrońcy, reprezentant Jamajki, od 2024 roku zawodnik amerykańskiego Seattle Sounders.